# Ucides
Ucides is een geslacht van kreeftachtigen uit de klasse van de Malacostraca (hogere kreeftachtigen).

## Soorten
- Ucides cordatus (Linnaeus, 1763)
- Ucides occidentalis (Ortmann, 1897)